# Élections municipales de 2021 dans la région de Montréal
Les élections municipales québécoises de 2021 se déroulent le 7 novembre 2021. Elles permettent d'élire les maires et les conseillers de chacune des municipalités locales du Québec, ainsi que les préfets de quelques municipalités régionales de comté.

## Montréal

### Baie-D'Urfé
|             | Élection (2017)                                                                          | Dissolution (2021)                                                                       | Élection (2021)                                                                            |
| Maire       | Maria Tutino                                                                             | Heidi Ektvedt                                                                            | Heidi Ektvedt                                                                              |
| Conseillers | Lynda Phelps Wanda Lowensteyn Janet Ryan Michel Beauchamp Andrea Gilpin Kevin M. Doherty | Lynda Phelps Wanda Lowensteyn Janet Ryan Michel Beauchamp Andrea Gilpin Kevin M. Doherty | Nicolas Drouin Wanda Lowensteyn Janet Ryan Nadia Bissada Brigitte Chartrand Stephen Gruber |

| Candidats conseiller #3  | Vote            | %               |
| ------------------------ | --------------- | --------------- |
| Heidi Ektvedt (Sortante) | Sans opposition | Sans opposition |

| Candidats conseiller #1 | Vote            | %               |
| ----------------------- | --------------- | --------------- |
| Nicolas Drouin          | Sans opposition | Sans opposition |

| Candidats conseiller #2     | Vote            | %               |
| --------------------------- | --------------- | --------------- |
| Wanda Lowensteyn (Sortante) | Sans opposition | Sans opposition |

| Candidats conseiller #3 | Vote            | %               |
| ----------------------- | --------------- | --------------- |
| Janet Ryan (Sortante)   | Sans opposition | Sans opposition |

| Candidats conseiller #4 | Vote | %     |
| ----------------------- | ---- | ----- |
| Nadia Bissada           | 404  | 51,53 |
| Aria Campbell-Kelly     | 286  | 36,48 |
| Adrian Popa Rosu        | 94   | 11,99 |

| Candidats conseiller #5 | Vote | %     |
| ----------------------- | ---- | ----- |
| Brigitte Chartrand      | 391  | 50,13 |
| Marc-Alexandre Gold     | 389  | 49,87 |

| Candidats conseiller #6 | Vote            | %               |
| ----------------------- | --------------- | --------------- |
| Stephen Gruber          | Sans opposition | Sans opposition |

- Démission de Janet Ryan, conseillère #3, le 15 mars 2022[1].

- Démission de Nicolas Drouin, conseiller #1, le 2 mai 2022[2].

- Élection de Tony Brown au poste de conseiller #1 et de Tom Thompson au poste de conseiller #3 le 17 juillet 2022[3].

| Candidats conseiller #1 | Vote        | %     |
| ----------------------- | ----------- | ----- |
| Tony Brown              | 450         | 54,41 |
| Aria Campbell-Kelly     | 288         | 34,82 |
| Linda Tait              | 65          | 7,86  |
| Stefan Kurylowicz Sr    | 24          | 2,90  |
| Bulletins rejetés       | 8           |       |
| Taux de participation   | 835 / 2 876 | 29,03 |

| Candidats conseiller #3 | Vote        | %     |
| ----------------------- | ----------- | ----- |
| Tom Thompson            | 419         | 50,91 |
| Leif Quraeshi           | 367         | 44,59 |
| Linda Tait              | 65          | 7,86  |
| Marc-Alexandre Gold     | 0           | 0     |
| Bulletins rejetés       | 12          |       |
| Taux de participation   | 835 / 2 876 | 29,03 |

### Beaconsfield
|             | Élection (2017)                                                              | Dissolution (2021)                                                       | Élection (2021)                                                                      |
| Maire       | Georges Bourelle                                                             | Georges Bourelle                                                         | Georges Bourelle                                                                     |
| Conseillers | Dominique Godin Karen Messier Rob Mercuri David Newell Roger Moss Al Gardner | Dominique Godin Karen Messier Rob Mercuri David Newell Roger Moss Vacant | Dominique Godin Martin St-Jean Rob Mercuri David Newell Roger Moss Peggy Alexopoulos |

| Taux de participation :                | Taux de participation :                | Taux de participation :                | Taux de participation :                | Taux de participation :                | 37,6 % |
| Nombre de votes valides :              | Nombre de votes valides :              | Nombre de votes valides :              | Nombre de votes valides :              | Nombre de votes valides :              | 5 227  |
| Nombre de votes rejetées à la mairie : | Nombre de votes rejetées à la mairie : | Nombre de votes rejetées à la mairie : | Nombre de votes rejetées à la mairie : | Nombre de votes rejetées à la mairie : | 39     |
| Nombre d'électeurs inscrits :          | Nombre d'électeurs inscrits :          | Nombre d'électeurs inscrits :          | Nombre d'électeurs inscrits :          | Nombre d'électeurs inscrits :          | 13 988 |

| Candidats pour la mairie   | Vote  | %     |
| -------------------------- | ----- | ----- |
| Georges Bourelle (Sortant) | 2 858 | 54,68 |
| Johanne Hudon-Armstrong    | 2 369 | 45,32 |

| Candidats district #1     | Vote            | %               |
| ------------------------- | --------------- | --------------- |
| Dominique Godin (Sortant) | Sans opposition | Sans opposition |

| Candidats district #2    | Vote | %     |
| ------------------------ | ---- | ----- |
| Martin St-Jean           | 610  | 54,91 |
| Karen Messier (Sortante) | 501  | 45,09 |

| Candidats district #3 | Vote            | %               |
| --------------------- | --------------- | --------------- |
| Rob Mercuri (Sortant) | Sans opposition | Sans opposition |

| Candidats district #4  | Vote            | %               |
| ---------------------- | --------------- | --------------- |
| David Newell (Sortant) | Sans opposition | Sans opposition |

| Candidats district #5 | Vote | %     |
| --------------------- | ---- | ----- |
| Roger Moss (Sortant)  | 646  | 68,00 |
| Marie Léveillé        | 304  | 32,00 |

| Candidats district #6  | Vote | %     |
| ---------------------- | ---- | ----- |
| Peggy Alexopoulos      | 620  | 71,10 |
| Lisa Kimberly Glickman | 252  | 28,90 |

### Côte-Saint-Luc
|             | Élection (2017)                                                                                         | Dissolution (2021)                                                                                  | Élection (2021)                                                                                         |
| Maire       | Mitchell Brownstein                                                                                     | Mitchell Brownstein                                                                                 | Mitchell Brownstein                                                                                     |
| Conseillers | Oren Sebag Mike Cohen Dida Berku Steven Erdelyi Mitch Kujavsky David Tordjman Sidney Benizri Ruth Kovac | Oren Sebag Mike Cohen Dida Berku Steven Erdelyi Mitch Kujavsky David Tordjman Sidney Benizri Vacant | Sebag Oren Mike Cohen Dida Berku Steven Erdelyi Mitch Kujavsky Lior Azerad Sidney Benizri Andee Shuster |

| Taux de participation :                | Taux de participation :                | Taux de participation :                | Taux de participation :                | Taux de participation :                | 40,2 % |
| Nombre de votes valides :              | Nombre de votes valides :              | Nombre de votes valides :              | Nombre de votes valides :              | Nombre de votes valides :              | 8 878  |
| Nombre de votes rejetées à la mairie : | Nombre de votes rejetées à la mairie : | Nombre de votes rejetées à la mairie : | Nombre de votes rejetées à la mairie : | Nombre de votes rejetées à la mairie : | 123    |
| Nombre d'électeurs inscrits :          | Nombre d'électeurs inscrits :          | Nombre d'électeurs inscrits :          | Nombre d'électeurs inscrits :          | Nombre d'électeurs inscrits :          | 22 401 |

| Partis | Partis                 | Candidats pour la mairie                  | Vote  | %     |
| ------ | ---------------------- | ----------------------------------------- | ----- | ----- |
|        | Indépendant            | Mitchell Brownstein (Sortant)             | 5 524 | 62,22 |
|        | Équipe / Team Tordjman | David Tordjman (Sortant d'un autre poste) | 3 354 | 37,78 |

| Partis | Partis                 | Candidats district #1 | Vote | %     |
| ------ | ---------------------- | --------------------- | ---- | ----- |
|        | Indépendant            | Sebag Oren (Sortant)  | 539  | 62,31 |
|        | Équipe / Team Tordjman | Neil G. Oberman       | 326  | 37,69 |

| Partis | Partis      | Candidats district #1 | Vote            | %               |
| ------ | ----------- | --------------------- | --------------- | --------------- |
|        | Indépendant | Mike Cohen (Sortant)  | Sans opposition | Sans opposition |

| Partis | Partis                 | Candidats district #1 | Vote | %     |
| ------ | ---------------------- | --------------------- | ---- | ----- |
|        | Indépendant            | Dida Berku (Sortante) | 579  | 54,32 |
|        | Indépendant            | Audrey Amzallag       | 258  | 24,20 |
|        | Équipe / Team Tordjman | Filomena Golfi        | 229  | 21,48 |

| Partis | Partis      | Candidats district #4    | Vote            | %               |
| ------ | ----------- | ------------------------ | --------------- | --------------- |
|        | Indépendant | Steven Erdelyi (Sortant) | Sans opposition | Sans opposition |

| Partis | Partis      | Candidats district #5    | Vote | %     |
| ------ | ----------- | ------------------------ | ---- | ----- |
|        | Indépendant | Mitch Kujavsky (Sortant) | 853  | 56,38 |
|        | Indépendant | Philippe Mamane          | 365  | 24,12 |
|        | Indépendant | Marissa Sidel Dubrofsky  | 295  | 19,50 |

| Partis | Partis                 | Candidats district #6 | Vote | %     |
| ------ | ---------------------- | --------------------- | ---- | ----- |
|        | Équipe / Team Tordjman | Lior Azerad           | 745  | 61,57 |
|        | Indépendant            | Jeffrey Kovac         | 465  | 38,43 |

| Partis | Partis      | Candidats district #7    | Vote | %     |
| ------ | ----------- | ------------------------ | ---- | ----- |
|        | Indépendant | Sidney Benizri (Sortant) | 800  | 65,36 |
|        | Indépendant | Shari Ann Fleming        | 424  | 34,64 |

| Partis | Partis                 | Candidats district #8 | Vote | %     |
| ------ | ---------------------- | --------------------- | ---- | ----- |
|        | Indépendant            | Andee Shuster         | 647  | 55,82 |
|        | Équipe / Team Tordjman | Jon Silver            | 260  | 22,43 |
|        | Indépendant            | Roman Kreyzerman      | 252  | 21,74 |

### Dollard-Des Ormeaux
|             | Élection (2017) | Dissolution (2021) | Élection (2021) |
| Maire       | Alex Bottausci | Alex Bottausci | Alex Bottausci |
| Conseillers | Laurence Parent Errol Johnson Mickey Max Guttman Herbert Brownstein Morris Vesely Valérie Assouline Pulkit Kantawala Colette Gauthier | Laurence Parent Errol Johnson Mickey Max Guttman Herbert Brownstein Morris Vesely Valérie Assouline Pulkit Kantawala Colette Gauthier | Laurence Parent Errol Johnson Max Mickey Guttman Tanya Toledano Morris Vesely Valérie Assouline Ryan Brownstein Anastasia Assimakopoulos |

| Candidats pour la mairie | Vote            | %               |
| ------------------------ | --------------- | --------------- |
| Alex Bottausci (Sortant) | Sans opposition | Sans opposition |

| Candidats district #1      | Vote            | %               |
| -------------------------- | --------------- | --------------- |
| Laurence Parent (Sortante) | Sans opposition | Sans opposition |

| Candidats district #2   | Vote | %     |
| ----------------------- | ---- | ----- |
| Errol Johnson (Sortant) | 906  | 74,94 |
| Isabel Maicas           | 225  | 18,61 |
| Michael Stergiotis      | 78   | 6,45  |

| Candidats district #3        | Vote | %     |
| ---------------------------- | ---- | ----- |
| Max Mickey Guttman (Sortant) | 727  | 77,84 |
| Nabil Abu-Thuraia            | 207  | 22,16 |

| Candidats district #4        | Vote | %     |
| ---------------------------- | ---- | ----- |
| Tanya Toledano               | 808  | 56,07 |
| Herbert Brownstein (Sortant) | 528  | 36,64 |
| Eddy Kara                    | 105  | 7,29  |

| Candidats district #5   | Vote | %     |
| ----------------------- | ---- | ----- |
| Morris Vesely (Sortant) | 670  | 70,82 |
| Richard Zilversmit      | 276  | 29,18 |

| Candidats district #6        | Vote | %     |
| ---------------------------- | ---- | ----- |
| Valérie Assouline (Sortante) | 579  | 42,95 |
| Dereik Gregory               | 543  | 40,28 |
| Deepak Awasti                | 226  | 16,77 |

| Candidats district #7      | Vote | %     |
| -------------------------- | ---- | ----- |
| Ryan Brownstein            | 845  | 51,68 |
| Pulkit Kantawala (Sortant) | 790  | 48,32 |

| Candidats district #8    | Vote | %     |
| ------------------------ | ---- | ----- |
| Anastasia Assimakopoulos | 648  | 42,74 |
| Marie Tsagaropoulos      | 494  | 32,59 |
| Malik Shaheed            | 200  | 13,19 |
| Ahmed Elpannann          | 127  | 8,38  |
| Duwanne Nelson           | 47   | 3,10  |

### Dorval
|             | Élection (2017)                                                                               | Dissolution (2021)                                                                            | Élection (2021)                                                                                             |
| Maire       | Edgar Rouleau                                                                                 | Edgar Rouleau                                                                                 | Marc Doret                                                                                                  |
| Conseillers | Paul Trudeau Michel Hébert Robert (Bob) Le Sage Marc Doret Christopher Von Roretz Margo Heron | Paul Trudeau Michel Hébert Robert (Bob) Le Sage Marc Doret Christopher Von Roretz Margo Heron | Paul Trudeau Pascal Brault Robert (Bob) Lesage Nicole Duchastel Christopher Von Roretz Jean-François Leroux |

| Taux de participation :                | Taux de participation :                | Taux de participation :                | Taux de participation :                | Taux de participation :                | 30,8 % |
| Nombre de votes valides :              | Nombre de votes valides :              | Nombre de votes valides :              | Nombre de votes valides :              | Nombre de votes valides :              | 4 343  |
| Nombre de votes rejetées à la mairie : | Nombre de votes rejetées à la mairie : | Nombre de votes rejetées à la mairie : | Nombre de votes rejetées à la mairie : | Nombre de votes rejetées à la mairie : | 52     |
| Nombre d'électeurs inscrits :          | Nombre d'électeurs inscrits :          | Nombre d'électeurs inscrits :          | Nombre d'électeurs inscrits :          | Nombre d'électeurs inscrits :          | 14 282 |

| Partis | Partis                           | Candidats pour la mairie              | Vote  | %     |
| ------ | -------------------------------- | ------------------------------------- | ----- | ----- |
|        | Équipe Action Dorval Action Team | Marc Doret (Sortant d'un autre poste) | 2 768 | 63,73 |
|        | Indépendant                      | Giovanni Baruffa                      | 723   | 16,65 |
|        | Indépendant                      | Richard Moreau                        | 616   | 14,18 |
|        | Indépendant                      | Marc Barrette                         | 236   | 5,43  |

| Partis | Partis                           | Candidats district #1  | Vote | %     |
| ------ | -------------------------------- | ---------------------- | ---- | ----- |
|        | Équipe Action Dorval Action Team | Paul Trudeau (Sortant) | 458  | 68,46 |
|        | Indépendant                      | Claude Valiquet        | 211  | 31,54 |

| Partis | Partis                           | Candidats district #2 | Vote | %     |
| ------ | -------------------------------- | --------------------- | ---- | ----- |
|        | Indépendant                      | Pascal Brault         | 371  | 41,36 |
|        | Équipe Action Dorval Action Team | Laura Mariani         | 331  | 36,90 |
|        | Indépendant                      | François Labrecque    | 195  | 21,74 |

| Partis | Partis                           | Candidats district #3         | Vote | %     |
| ------ | -------------------------------- | ----------------------------- | ---- | ----- |
|        | Équipe Action Dorval Action Team | Robert (Bob) Lesage (Sortant) | 439  | 62,54 |
|        | Indépendant                      | Michele (Mike) Nizzola        | 199  | 28,35 |
|        | Indépendant                      | Claudio Dilorenzo             | 64   | 9,12  |

| Partis | Partis                           | Candidats district #4 | Vote            | %               |
| ------ | -------------------------------- | --------------------- | --------------- | --------------- |
|        | Équipe Action Dorval Action Team | Nicole Duchastel      | Sans opposition | Sans opposition |

| Partis | Partis      | Candidats district #5            | Vote            | %               |
| ------ | ----------- | -------------------------------- | --------------- | --------------- |
|        | Indépendant | Christopher von Roretz (Sortant) | Sans opposition | Sans opposition |

| Partis | Partis                           | Candidats district #6 | Vote            | %               |
| ------ | -------------------------------- | --------------------- | --------------- | --------------- |
|        | Équipe Action Dorval Action Team | Jean-François Leroux  | Sans opposition | Sans opposition |

### Hampstead
|             | Élection (2017)                                                                          | Dissolution (2021)                                                                       | Élection (2021)                                                                    |
| Maire       | William Steinberg                                                                        | William Steinberg                                                                        | Jeremy Levi                                                                        |
| Conseillers | Cheryl Weigensberg Jack Edery Leon Elfassy Michael Goldwax Warren Budning Harvey Shaffer | Cheryl Weigensberg Jack Edery Leon Elfassy Michael Goldwax Warren Budning Harvey Shaffer | Michael Goldwax Jack Edery Leon Elfassy Jason Farber Warren Budning Harvey Shaffer |

| Taux de participation :                | Taux de participation :                | Taux de participation :                | Taux de participation :                | Taux de participation :                | 45,1 % |
| Nombre de votes valides :              | Nombre de votes valides :              | Nombre de votes valides :              | Nombre de votes valides :              | Nombre de votes valides :              | 2 152  |
| Nombre de votes rejetées à la mairie : | Nombre de votes rejetées à la mairie : | Nombre de votes rejetées à la mairie : | Nombre de votes rejetées à la mairie : | Nombre de votes rejetées à la mairie : | 54     |
| Nombre d'électeurs inscrits :          | Nombre d'électeurs inscrits :          | Nombre d'électeurs inscrits :          | Nombre d'électeurs inscrits :          | Nombre d'électeurs inscrits :          | 4 891  |

| Candidats pour la mairie    | Vote  | %     |
| --------------------------- | ----- | ----- |
| Jeremy Levi                 | 1 187 | 55,16 |
| William Steinberg (Sortant) | 965   | 44,84 |

| Candidats conseiller #1                    | Vote  | %     |
| ------------------------------------------ | ----- | ----- |
| Michael Goldwax (Sortant d'un autre poste) | 1 494 | 70,24 |
| Davin Sufer                                | 633   | 29,76 |

| Candidats conseiller #2 | Vote  | %     |
| ----------------------- | ----- | ----- |
| Jack Edery (Sortant)    | 1 388 | 66,67 |
| Naomi Huck-Ananou       | 694   | 33,33 |

| Candidats conseiller #2 | Vote            | %               |
| ----------------------- | --------------- | --------------- |
| Leon Elfassy (Sortant)  | Sans opposition | Sans opposition |

| Candidats conseiller #4 | Vote  | %     |
| ----------------------- | ----- | ----- |
| Jason Faber             | 1 209 | 57,38 |
| Angela Rapoport         | 898   | 42,62 |

| Candidats conseiller #5  | Vote            | %               |
| ------------------------ | --------------- | --------------- |
| Warren Budning (Sortant) | Sans opposition | Sans opposition |

| Candidats conseiller #6  | Vote | %     |
| ------------------------ | ---- | ----- |
| Harvey Shaffer (Sortant) | 746  | 34,78 |
| Julie Brummer            | 729  | 33,99 |
| Steven Kovac             | 670  | 31,24 |

### Kirkland
|             | Élection (2017) | Dissolution (2021) | Élection (2021) |
| Maire       | Michel Gibson | Michel Gibson | Michel Gibson |
| Conseillers | Michael Brown Luciano Piciacchia Samuel (Sam) Rother Domenico Zito Stephen Bouchard John Morson Paul Dufort André Allard | Michael Brown Luciano Piciacchia Samuel (Sam) Rother Domenico Zito Stephen Bouchard John Morson Paul Dufort André Allard | Michael Brown Luciano Piciacchia Nancy Kokinasidis Domenico Zito Stephen Bouchard John Morson Paul Dufort Karen Cliffe |

| Taux de participation :                | Taux de participation :                | Taux de participation :                | Taux de participation :                | Taux de participation :                | 31,0 % |
| Nombre de votes valides :              | Nombre de votes valides :              | Nombre de votes valides :              | Nombre de votes valides :              | Nombre de votes valides :              | 4 394  |
| Nombre de votes rejetées à la mairie : | Nombre de votes rejetées à la mairie : | Nombre de votes rejetées à la mairie : | Nombre de votes rejetées à la mairie : | Nombre de votes rejetées à la mairie : | 85     |
| Nombre d'électeurs inscrits :          | Nombre d'électeurs inscrits :          | Nombre d'électeurs inscrits :          | Nombre d'électeurs inscrits :          | Nombre d'électeurs inscrits :          | 14 449 |

| Candidats pour la mairie | Vote  | %     |
| ------------------------ | ----- | ----- |
| Michel Gibson (Sortant)  | 3 680 | 83,75 |
| Lucien Pigeon            | 714   | 16,25 |

| Candidats district Timberlea (1) | Vote            | %               |
| -------------------------------- | --------------- | --------------- |
| Michael Brown (Sortant)          | Sans opposition | Sans opposition |

| Candidats district Holleufer (2) | Vote            | %               |
| -------------------------------- | --------------- | --------------- |
| Luciano Piciacchia (Sortant)     | Sans opposition | Sans opposition |

| Candidats district Brunswick (3) | Vote | %     |
| -------------------------------- | ---- | ----- |
| Nancy Kokinasidis                | 482  | 52,91 |
| Sam Rother (Sortant')            | 279  | 30,63 |
| Jessica Houde-Woytiuk            | 150  | 16,47 |

| Candidats district Lacey-Green Ouest (4) | Vote            | %               |
| ---------------------------------------- | --------------- | --------------- |
| Domenico Zito (Sortant)                  | Sans opposition | Sans opposition |

| Candidats district Lacey Green Est (5) | Vote | %     |
| -------------------------------------- | ---- | ----- |
| Stephen Bouchard (Sortant)             | 537  | 85,65 |
| Rohan Crichton                         | 90   | 14,35 |

| Candidats district Canvin (6) | Vote            | %               |
| ----------------------------- | --------------- | --------------- |
| John Morson (Sortant)         | Sans opposition | Sans opposition |

| Candidats district St-Charles (7) | Vote | %     |
| --------------------------------- | ---- | ----- |
| Paul Dufort (Sortant)             | 642  | 78,39 |
| Andrea Katz                       | 132  | 16,12 |
| Mario Calcagni                    | 45   | 5,49  |

| Candidats district Summerhill (8) | Vote | %     |
| --------------------------------- | ---- | ----- |
| Karen Cliffe                      | 398  | 54,00 |
| André Allard (Sortant)            | 339  | 46,00 |

### L'Île-Dorval
|             | Élection (2017)                                                                                      | Dissolution (2021) | Élection (2021)                                                                                          |
| Maire       | Gisèle Chapleau                                                                                      | Gisèle Chapleau    | Gisèle Chapleau                                                                                          |
| Conseillers | André-Philippe Pelletier Andrew Kabbash Michael Hayes Nicolas Steinmetz Carolyn Bourke Huw Griffiths |                    | Michael Hayes Huw Griffiths Jennifer McMorran Timothy Fleiszer Renée Chapman-Beauvais Sharon Oleskevitch |

| Candidats pour la mairie   | Vote            | %               |
| -------------------------- | --------------- | --------------- |
| Gisèle Chapleau (Sortante) | Sans opposition | Sans opposition |

| Candidats conseiller #1                  | Vote            | %               |
| ---------------------------------------- | --------------- | --------------- |
| Michael Hayes (Sortant d'un autre poste) | Sans opposition | Sans opposition |

| Candidats conseiller #2                  | Vote            | %               |
| ---------------------------------------- | --------------- | --------------- |
| Huw Griffiths (Sortant d'un autre poste) | Sans opposition | Sans opposition |

| Candidats conseiller #3 | Vote            | %               |
| ----------------------- | --------------- | --------------- |
| Jennifer McMorran       | Sans opposition | Sans opposition |

| Candidats conseiller #4 | Vote            | %               |
| ----------------------- | --------------- | --------------- |
| Timothy Fleiszer        | Sans opposition | Sans opposition |

| Candidats conseiller #5 | Vote            | %               |
| ----------------------- | --------------- | --------------- |
| Renée Chapman-Beauvais  | Sans opposition | Sans opposition |

| Candidats conseiller #6 | Vote            | %               |
| ----------------------- | --------------- | --------------- |
| Sharon Oleskevitch      | Sans opposition | Sans opposition |

- Départ de Sharon Oleskevitch, conseillère #6, en 2022 ou 2023.

- Élection sans opposition de Martha Robinson au poste de conseillère #6 le 8 octobre 2023[4].

| Candidats conseiller #6 | Vote            | %               |
| ----------------------- | --------------- | --------------- |
| Martha Robinson         | Sans opposition | Sans opposition |

### Mont-Royal
|             | Élection (2017)                                                                            | Dissolution (2021)                                                                         | Élection (2021) |
| Maire       | Philippe Roy                                                                               | Philippe Roy                                                                               | Peter J. Malouf |
| Conseillers | Joseph Daoura Minh-Diem Le Thi Erin Kennedy John Miller Michelle Setlakwe Jonathan H. Lang | Joseph Daoura Minh-Diem Le Thi Erin Kennedy John Miller Michelle Setlakwe Jonathan H. Lang | Antoine Tayar Maryam Kamali Nezhad Daniel Pilon Maya Chammas Julie Halde Caroline Decaluwe Sébastien Dreyfuss Sophie Séguin |

| Taux de participation :                | Taux de participation :                | Taux de participation :                | Taux de participation :                | Taux de participation :                | 48,7 % |
| Nombre de votes valides :              | Nombre de votes valides :              | Nombre de votes valides :              | Nombre de votes valides :              | Nombre de votes valides :              | 6 688  |
| Nombre de votes rejetées à la mairie : | Nombre de votes rejetées à la mairie : | Nombre de votes rejetées à la mairie : | Nombre de votes rejetées à la mairie : | Nombre de votes rejetées à la mairie : | 91     |
| Nombre d'électeurs inscrits :          | Nombre d'électeurs inscrits :          | Nombre d'électeurs inscrits :          | Nombre d'électeurs inscrits :          | Nombre d'électeurs inscrits :          | 13 908 |

| Partis | Partis                        | Candidats pour la mairie                      | Vote  | %     |
| ------ | ----------------------------- | --------------------------------------------- | ----- | ----- |
|        | Équipe Peter Malouf           | Peter J. Malouf                               | 3 710 | 55,47 |
|        | Unis pour VMR-Équipe Setlakwe | Michelle Setlakwe (Sortante d'un autre poste) | 2 978 | 44,53 |

| Partis | Partis                        | Candidats district #1                       | Vote | %     |
| ------ | ----------------------------- | ------------------------------------------- | ---- | ----- |
|        | Équipe Peter Malouf           | Antoine Tayar                               | 578  | 54,89 |
|        | Unis pour VMR-Équipe Setlakwe | Tania Naim                                  | 285  | 27,07 |
|        | Indépendant                   | Minh-Diem Le Thi (Sortant d'un autre poste) | 190  | 18,04 |

| Partis | Partis                        | Candidats district #2 | Vote | %     |
| ------ | ----------------------------- | --------------------- | ---- | ----- |
|        | Équipe Peter Malouf           | Maryam Kamali Nezhad  | 385  | 53,85 |
|        | Unis pour VMR-Équipe Setlakwe | Cynthia Coutya        | 275  | 38,46 |
|        | Indépendant                   | Randall Dagenais      | 55   | 7,69  |

| Partis | Partis                        | Candidats district #3 | Vote | %     |
| ------ | ----------------------------- | --------------------- | ---- | ----- |
|        | Équipe Peter Malouf           | Daniel Pilon          | 511  | 57,42 |
|        | Unis pour VMR-Équipe Setlakwe | Eric Sansoucy         | 379  | 42,58 |

| Partis | Partis                        | Candidats district #4 | Vote | %     |
| ------ | ----------------------------- | --------------------- | ---- | ----- |
|        | Unis pour VMR-Équipe Setlakwe | Maya Chammas          | 430  | 53,48 |
|        | Équipe Peter Malouf           | Marc Debargis         | 304  | 37,81 |
|        | Indépendant                   | Ivan Makarenkov       | 70   | 8,71  |

| Partis | Partis                        | Candidats district #5 | Vote | %     |
| ------ | ----------------------------- | --------------------- | ---- | ----- |
|        | Unis pour VMR-Équipe Setlakwe | Julie Halde           | 408  | 51,97 |
|        | Équipe Peter Malouf           | Chantal Sabourin      | 377  | 48,03 |

| Partis | Partis                        | Candidats district #6 | Vote | %     |
| ------ | ----------------------------- | --------------------- | ---- | ----- |
|        | Unis pour VMR-Équipe Setlakwe | Caroline Decaluwe     | 387  | 51,60 |
|        | Équipe Peter Malouf           | Sarah Morgan          | 363  | 48,40 |

| Partis | Partis                        | Candidats district #7 | Vote | %     |
| ------ | ----------------------------- | --------------------- | ---- | ----- |
|        | Unis pour VMR-Équipe Setlakwe | Sébastien Dreyfuss    | 448  | 50,74 |
|        | Équipe Peter Malouf           | Robert Tannous        | 435  | 49,26 |

| Partis | Partis                        | Candidats district #8                    | Vote | %     |
| ------ | ----------------------------- | ---------------------------------------- | ---- | ----- |
|        | Équipe Peter Malouf           | Sophie Séguin                            | 550  | 66,43 |
|        | Unis pour VMR-Équipe Setlakwe | Jonathan Lang (Sortant d'un autre poste) | 278  | 33,57 |

### Montréal-Est
|             | Élection (2017)                                                                        | Dissolution (2021)                                                           | Élection (2021)                                                                        |
| Maire       | Robert Coutu                                                                           | Robert Coutu                                                                 | Anne St-Laurent                                                                        |
| Conseillers | Françoise Lachapelle Yan Major Claude Marcoux John Judd Michel Bélisle Anne St-Laurent | Alain Dion Yan Major Claude Marcoux John Judd Michel Bélisle Anne St-Laurent | Jean-Paul Dahm Yan Major Michel Bélisle Mario Bordeleau Denis Marcil Robert Schloesser |

| Taux de participation :                | Taux de participation :                | Taux de participation :                | Taux de participation :                | Taux de participation :                | 51,4 % |
| Nombre de votes valides :              | Nombre de votes valides :              | Nombre de votes valides :              | Nombre de votes valides :              | Nombre de votes valides :              | 1 548  |
| Nombre de votes rejetées à la mairie : | Nombre de votes rejetées à la mairie : | Nombre de votes rejetées à la mairie : | Nombre de votes rejetées à la mairie : | Nombre de votes rejetées à la mairie : | 38     |
| Nombre d'électeurs inscrits :          | Nombre d'électeurs inscrits :          | Nombre d'électeurs inscrits :          | Nombre d'électeurs inscrits :          | Nombre d'électeurs inscrits :          | 3 085  |

| Partis | Partis                           | Candidats pour la mairie                    | Vote | %     |
| ------ | -------------------------------- | ------------------------------------------- | ---- | ----- |
|        | Équipe Anne St-Laurent en Action | Anne St-Laurent (Sortante d'un autre poste) | 779  | 50,32 |
|        | Équipe Coutu                     | Robert Coutu (Sortant)                      | 621  | 40,12 |
|        | Indépendante                     | Anik Ruel                                   | 148  | 9,56  |

| Partis | Partis                           | Candidats district #1 | Vote | %     |
| ------ | -------------------------------- | --------------------- | ---- | ----- |
|        | Équipe Coutu                     | Jean-Paul Dahm        | 116  | 56,86 |
|        | Équipe Anne St-Laurent en Action | Alain Dion (Sortant)  | 88   | 43,14 |

| Partis | Partis                           | Candidats district #2 | Vote | %     |
| ------ | -------------------------------- | --------------------- | ---- | ----- |
|        | Équipe Anne St-Laurent en Action | Yan Major (Sortant)   | 268  | 77,68 |
|        | Équipe Coutu                     | Renaud Poissant       | 77   | 22,32 |

| Partis | Partis                           | Candidats district #3                     | Vote | %     |
| ------ | -------------------------------- | ----------------------------------------- | ---- | ----- |
|        | Indépendant                      | Michel Bélisle (Sortant d'un autre poste) | 117  | 53,67 |
|        | Équipe Anne St-Laurent en Action | France Grenier                            | 60   | 27,52 |
|        | Équipe Coutu                     | Claude Marcoux                            | 41   | 18,81 |

| Partis | Partis                           | Candidats district #4 | Vote | %     |
| ------ | -------------------------------- | --------------------- | ---- | ----- |
|        | Équipe Anne St-Laurent en Action | Mario Bordeleau       | 152  | 64,14 |
|        | Équipe Coutu                     | John Judd (Sortant)   | 85   | 35,86 |

| Partis | Partis                           | Candidats district #5 | Vote | %     |
| ------ | -------------------------------- | --------------------- | ---- | ----- |
|        | Équipe Anne St-Laurent en Action | Denis Marcil          | 77   | 36,32 |
|        | Équipe Coutu                     | Véronic Perron        | 68   | 32,08 |
|        | Indépendant                      | Mario Prata           | 67   | 31,60 |

| Partis | Partis                           | Candidats district #6 | Vote | %     |
| ------ | -------------------------------- | --------------------- | ---- | ----- |
|        | Équipe Coutu                     | Robert Schloesser     | 189  | 57,27 |
|        | Équipe Anne St-Laurent en Action | Alain Boucher         | 141  | 42,73 |

### Montréal-Ouest
|             | Élection (2017)                                         | Dissolution (2021)                                      | Élection (2021)                                                     |
| Maire       | Beny Masella                                            | Beny Masella                                            | Beny Masella                                                        |
| Conseillers | Dino Mazzone Elizabeth Ulin Colleen Feeney Maria Torres | Dino Mazzone Elizabeth Ulin Colleen Feeney Maria Torres | Lauren Small-Pennefather Elizabeth Ulin Colleen Feeney Maria Torres |

| Candidats pour la mairie | Vote            | %               |
| ------------------------ | --------------- | --------------- |
| Beny Masella (Sortant)   | Sans opposition | Sans opposition |

| Candidats conseiller #1  | Vote | %     |
| ------------------------ | ---- | ----- |
| Lauren Small-Pennefather | 884  | 72,82 |
| Eric Aberman             | 236  | 19,44 |
| Nathaniel Ward           | 94   | 7,74  |

| Candidats conseiller #2  | Vote | %     |
| ------------------------ | ---- | ----- |
| Elizabeth Ulin (Sortant) | 805  | 66,09 |
| Julien Feldman           | 413  | 33,91 |

| Candidats conseiller #3   | Vote            | %               |
| ------------------------- | --------------- | --------------- |
| Colleen Feeney (Sortante) | Sans opposition | Sans opposition |

| Candidats conseiller #4 | Vote            | %               |
| ----------------------- | --------------- | --------------- |
| Maria Torres (Sortante) | Sans opposition | Sans opposition |

### Pointe-Claire
|             | Élection (2017) | Dissolution (2021) | Élection (2021) |
| Maire       | John Belvedere | John Belvedere | Tim Thomas |
| Conseillers | Claude Cousineau Paul Bissonnette Kelly Thorstad-Cullen Tara Stainforth Cynthia Homan David Webb Eric Stork Brent Cowan | Claude Cousineau Paul Bissonnette Kelly Thorstad-Cullen Tara Stainforth Cynthia Homan David Webb Eric Stork Brent Cowan | Erin Tedford Paul Bissonnette Kelly Thorstad-Cullen Tara Stainforth Cynthia Homan Bruno Tremblay Eric Stork Brent Cowan |

| Taux de participation :                | Taux de participation :                | Taux de participation :                | Taux de participation :                | Taux de participation :                | 40,4 % |
| Nombre de votes valides :              | Nombre de votes valides :              | Nombre de votes valides :              | Nombre de votes valides :              | Nombre de votes valides :              | 9 877  |
| Nombre de votes rejetées à la mairie : | Nombre de votes rejetées à la mairie : | Nombre de votes rejetées à la mairie : | Nombre de votes rejetées à la mairie : | Nombre de votes rejetées à la mairie : | 55     |
| Nombre d'électeurs inscrits :          | Nombre d'électeurs inscrits :          | Nombre d'électeurs inscrits :          | Nombre d'électeurs inscrits :          | Nombre d'électeurs inscrits :          | 24 590 |

| Candidats pour la mairie | Vote  | %     |
| ------------------------ | ----- | ----- |
| Tim Thomas               | 4 535 | 45,91 |
| John Belvedere (Sortant) | 4 474 | 45,30 |
| Lois Butler              | 868   | 8,79  |

| Candidats district #1 - Cedar/Le Village | Vote | %     |
| ---------------------------------------- | ---- | ----- |
| Erin Telford                             | 539  | 36,94 |
| François Giasson                         | 466  | 31,94 |
| Claude Cousineau (Sortant)               | 454  | 31,12 |

| Candidats district #2 - Lakeside | Vote | %     |
| -------------------------------- | ---- | ----- |
| Paul Bissonnette (Sortant)       | 672  | 53,76 |
| Linda De Witt                    | 578  | 46,24 |

| Candidats district #3 - Valois   | Vote | %     |
| -------------------------------- | ---- | ----- |
| Kelly Thorstad-Cullen (Sortante) | 607  | 45,71 |
| Barry Christensen                | 510  | 38,40 |
| Paul Brodeur                     | 146  | 10,99 |
| Bob Jack                         | 65   | 4,89  |

| Candidats district #4 - Cedar Park Heights | Vote | %     |
| ------------------------------------------ | ---- | ----- |
| Tara Stainforth (Sortante)                 | 762  | 54,35 |
| Brigitte Watson                            | 640  | 45,65 |

| Candidats district #5 - Lakeside Heights | Vote | %     |
| ---------------------------------------- | ---- | ----- |
| Cynthia Homan (Sortante)                 | 815  | 72,96 |
| Jeremy Searle                            | 302  | 27,04 |

| Candidats district #6 - Seigniory | Vote | %     |
| --------------------------------- | ---- | ----- |
| Bruno Tremblay                    | 457  | 48,77 |
| Ossama Guindi                     | 252  | 26,89 |
| David Webb (Sortant)              | 228  | 24,33 |

| Candidats district #7 - Northview | Vote | %     |
| --------------------------------- | ---- | ----- |
| Erik Stork (Sortant)              | 687  | 53,84 |
| Norm Lapointe                     | 589  | 46,16 |

| Candidats district #8 - Oneida | Vote | %     |
| ------------------------------ | ---- | ----- |
| Brent Cowan (Sortant)          | 601  | 57,24 |
| Noya Golan                     | 449  | 42,76 |

- Démission d'Erin Telford, conseillère district #1 - Cedar/Le Village, le 10 janvier 2023 en raison du climat toxique au sein du conseil municipal[5].

- Élection de Claude Cousineau au poste de conseiller district #1 - Cedar/Le Village le 23 avril 2023[6].

| Candidats district #1 - Cedar/Le Village | Vote        | %     |
| ---------------------------------------- | ----------- | ----- |
| Claude Cousineau                         | 316         | 34,39 |
| François Giasson                         | 287         | 31,23 |
| Linda De Witt                            | 197         | 21,44 |
| Lois Butler                              | 75          | 8,16  |
| Jeremy Searle                            | 38          | 4,13  |
| Teodor Daiev                             | 6           | 0,65  |
| Bulletins rejetés                        | 2           |       |
| Taux de participation                    | 921 / 3 928 | 31,35 |

### Sainte-Anne-de-Bellevue
|             | Élection (2017)                                                    | Dissolution (2021)                                                 | Élection (2021)                                                                     |
| Maire       | Paola Hawa                                                         | Paola Hawa                                                         | Paola Hawa                                                                          |
| Conseillers | Dana Chevalier Ryan Young Francis Juneau Yvan Labelle Denis Gignac | Dana Chevalier Ryan Young Francis Juneau Yvan Labelle Denis Gignac | Ryan Young Jean-Pierre Cardinal Daniel Boyer Thomas Broad Yvan Labelle Denis Gignac |

| Taux de participation :                | Taux de participation :                | Taux de participation :                | Taux de participation :                | Taux de participation :                | 48,0 % |
| Nombre de votes valides :              | Nombre de votes valides :              | Nombre de votes valides :              | Nombre de votes valides :              | Nombre de votes valides :              | 1 706  |
| Nombre de votes rejetées à la mairie : | Nombre de votes rejetées à la mairie : | Nombre de votes rejetées à la mairie : | Nombre de votes rejetées à la mairie : | Nombre de votes rejetées à la mairie : | 9      |
| Nombre d'électeurs inscrits :          | Nombre d'électeurs inscrits :          | Nombre d'électeurs inscrits :          | Nombre d'électeurs inscrits :          | Nombre d'électeurs inscrits :          | 3 575  |

| Candidats pour la mairie                  | Vote | %     |
| ----------------------------------------- | ---- | ----- |
| Paola Hawa (Sortante)                     | 931  | 54,57 |
| Francis Juneau (Sortant d'un autre poste) | 775  | 45,43 |

| Candidats district #1                 | Vote            | %               |
| ------------------------------------- | --------------- | --------------- |
| Ryan Young (Sortant d'un autre poste) | Sans opposition | Sans opposition |

| Candidats district #2 | Vote | %     |
| --------------------- | ---- | ----- |
| Jean-Pierre Cardinal  | 241  | 80,87 |
| Suanne Stein Day      | 57   | 19,13 |

| Candidats district #3 | Vote            | %               |
| --------------------- | --------------- | --------------- |
| Daniel Boyer          | Sans opposition | Sans opposition |

| Candidats district #4  | Vote | %     |
| ---------------------- | ---- | ----- |
| Thomas Broad (Sortant) | 141  | 52,81 |
| Rhonda Massad          | 126  | 47,19 |

| Candidats district #5  | Vote            | %               |
| ---------------------- | --------------- | --------------- |
| Yvan Labelle (Sortant) | Sans opposition | Sans opposition |

| Candidats District #6  | Vote            | %               |
| ---------------------- | --------------- | --------------- |
| Denis Gignac (Sortant) | Sans opposition | Sans opposition |

### Senneville
|             | Élection (2017)                                                                                      | Dissolution (2021)                                                                                   | Élection (2021)                                                                                    |
| Maire       | Julie Brisebois                                                                                      | Julie Brisebois                                                                                      | Nathalie-Ann Pelchat                                                                               |
| Conseillers | François Vaqué Alain Savoie Christopher Jackson Michelle Jackson Trepanier Dennis Dicks Peter Csenar | François Vaqué Alain Savoie Christopher Jackson Michelle Jackson Trepanier Dennis Dicks Peter Csenar | Francine Trottier René Paquin Louise Allaire Danio Fournier Marie-Pier Pelletier Véronique Perrier |

| Candidats pour la mairie                         | Vote            | %               |
| ------------------------------------------------ | --------------- | --------------- |
| Nathalie-Ann Pelchat (Sortante d'un autre poste) | Sans opposition | Sans opposition |

| Candidats Quartier #1        | Vote            | %               |
| ---------------------------- | --------------- | --------------- |
| Francine Trottier (Sortante) | Sans opposition | Sans opposition |

| Candidats Quartier #2 | Vote            | %               |
| --------------------- | --------------- | --------------- |
| René Paquin (Sortant) | Sans opposition | Sans opposition |

| Candidats Quartier #3     | Vote            | %               |
| ------------------------- | --------------- | --------------- |
| Louise Allaire (Sortante) | Sans opposition | Sans opposition |

| Candidats Quartier #4 | Vote            | %               |
| --------------------- | --------------- | --------------- |
| Danio Fournier        | Sans opposition | Sans opposition |

| Candidats Quartier #5 | Vote            | %               |
| --------------------- | --------------- | --------------- |
| Marie-Pier Pelletier  | Sans opposition | Sans opposition |

| Candidats Quartier #6 | Vote            | %               |
| --------------------- | --------------- | --------------- |
| Véronique Perrier     | Sans opposition | Sans opposition |

### Westmount
|             | Élection (2017) | Dissolution (2021)                                                                                                 | Élection (2021)                                                                                                  |
| Maire       | Christina M. Smith                                                                                                 | Christina M. Smith                                                                                                 | Christina M. Smith                                                                                               |
| Conseillers | Anita Bostock Philip A. Cutler Jeff J. Shamie Conrad Peart Marina Brzeski Mary Gallery Cynthia Lulham Katlheen Kez | Anita Bostock Philip A. Cutler Jeff J. Shamie Conrad Peart Marina Brzeski Mary Gallery Cynthia Lulham Katlheen Kez | Antonio D'Amico Elisabeth Roux Jeff J. Shamie Conrad Peart Anitra Bostock Mary Gallery Matt Aronson Kathleen Kez |

| Candidats pour la mairie      | Vote            | %               |
| ----------------------------- | --------------- | --------------- |
| Christina M. Smith (Sortante) | Sans opposition | Sans opposition |

| Candidats district #1  | Vote | %     |
| ---------------------- | ---- | ----- |
| Antonio D'Amico        | 223  | 65,40 |
| Marcy Katz             | 82   | 24,05 |
| Jane Silverstone Segal | 36   | 10,56 |

| Candidats district #2 | Vote | %     |
| --------------------- | ---- | ----- |
| Elisabeth Roux        | 385  | 78,25 |
| Paola Samuel          | 107  | 21,75 |

| Candidats district #3    | Vote            | %               |
| ------------------------ | --------------- | --------------- |
| Jeff J. Shamie (Sortant) | Sans opposition | Sans opposition |

| Candidats district #4  | Vote            | %               |
| ---------------------- | --------------- | --------------- |
| Conrad Peart (Sortant) | Sans opposition | Sans opposition |

| Candidats district #5                      | Vote | %     |
| ------------------------------------------ | ---- | ----- |
| Anitra Bostock (Sortante d'un autre poste) | 296  | 56,49 |
| Liz McCallum                               | 228  | 43,51 |

| Candidats district #6   | Vote            | %               |
| ----------------------- | --------------- | --------------- |
| Mary Gallery (Sortante) | Sans opposition | Sans opposition |

| Candidats district #7 | Vote | %     |
| --------------------- | ---- | ----- |
| Matt Aronson          | 366  | 80,26 |
| Neil Hopley           | 90   | 19,74 |

| Candidats district #8   | Vote | %     |
| ----------------------- | ---- | ----- |
| Kathleen Kez (Sortante) | 340  | 65,51 |
| Michael Mossop          | 179  | 34,49 |